# Pallavolo ai Giochi della XXXI Olimpiade - Qualificazioni al torneo maschile (FIVB - girone B)
Le qualificazioni mondiali di pallavolo maschile ai Giochi della XXXI Olimpiade (girone B) si sono svolte dal 4 al 6 giugno 2016 a Città del Messico, in Messico: al torneo hanno partecipato quattro squadre nazionali e la prima classificata si è qualificata per i Giochi della XXXI Olimpiade.

## Impianti
|                                                                                              |  |  |
|                                                                                              |  |  |
| Gimnasio Olímpico Juan de la Barrera Città: Città del Messico Capienza: - Anno d'apertura: - |  |  |

## Regolamento

### Formula
Le squadre hanno disputato un'unica fase con formula del girone all'italiana.

### Criteri di classifica
Se il risultato finale è stato di 3-0 o 3-1 sono stati assegnati 3 punti alla squadra vincente e 0 a quella sconfitta, se il risultato finale è stato di 3-2 sono stati assegnati 2 punti alla squadra vincente e 1 a quella sconfitta.
L'ordine del posizionamento in classifica è stato definito in base a:
- Numero di partite vinte;
- Punti;
- Ratio dei set vinti/persi;
- Ratio dei punti realizzati/subiti;
- Risultati degli scontri diretti.

## Squadre partecipanti
| Squadra | Qualificazione                                |
| ------- | --------------------------------------------- |
| Algeria | 2ª nel torneo di qualificazione africano      |
| Cile    | 3ª nel torneo di qualificazione sudamericano  |
| Messico | 3ª nel torneo di qualificazione nordamericano |
| Tunisia | 3ª nel torneo di qualificazione africano      |

## Torneo

### Risultati
| 4 giugno 2016 Gimnasio de la Barrera, Città del Messico Durata: 1h:16 - Spettatori: 1 200 | Cile    | 3 - 0 | Tunisia | 25-21, 25-21, 25-21               |
| 4 giugno 2016 Gimnasio de la Barrera, Città del Messico Durata: 1h:14 - Spettatori: 1 700 | Messico | 3 - 0 | Algeria | 25-21, 25-16, 25-21               |
| 5 giugno 2016 Gimnasio de la Barrera, Città del Messico Durata: 1h:35 - Spettatori: 2 550 | Tunisia | 3 - 1 | Algeria | 25-14, 22-25, 26-24, 25-21        |
| 5 giugno 2016 Gimnasio de la Barrera, Città del Messico Durata: 1h:47 - Spettatori: 3 645 | Messico | 3 - 1 | Cile    | 22-25, 25-21, 25-22, 25-22        |
| 6 giugno 2016 Gimnasio de la Barrera, Città del Messico Durata: 1h:47 - Spettatori: 2 300 | Algeria | 1 - 3 | Cile    | 25-23, 18-25, 19-25, 23-25        |
| 6 giugno 2016 Gimnasio de la Barrera, Città del Messico Durata: 2h:11 - Spettatori: 3 000 | Messico | 2 - 3 | Tunisia | 25-23, 23-25, 23-25, 25-19, 18-20 |

### Classifica
| Pos | Squadra | Pt | G | V | P | SV | SP | Ratio | PF  | PS  | Ratio |
| --- | ------- | -- | - | - | - | -- | -- | ----- | --- | --- | ----- |
| 1   | Messico | 7  | 3 | 2 | 1 | 8  | 4  | 2.000 | 286 | 260 | 1.100 |
| 2   | Cile    | 6  | 3 | 2 | 1 | 7  | 4  | 1.750 | 263 | 245 | 1.073 |
| 3   | Tunisia | 5  | 3 | 2 | 1 | 6  | 6  | 1.000 | 273 | 273 | 1.000 |
| 4   | Algeria | 0  | 3 | 0 | 3 | 2  | 9  | 0.222 | 227 | 271 | 0.837 |

## Podio

### Campione
Formazione: 1 Daniel Vargas, 2 Iván Márquez, 4 Gonzalo Ruiz, 5 Jesús Rangel, 6 Jesús Perales, 7 Jorge Quiñones, 9 Carlos Guerra, 10 Pedro Rangel, 11 Jorge Barajas, 13 Samuel Córdova, 14 Tomás Aguilera, 17 Néstor Orellana, 19 José Mendoza, 21 José Martínez, CT: Jorge Azair

### Secondo posto
Formazione: 1 Simón Guerra, 2 Aarón Reyes, 3 Gabriel Araya, 4 Tomás Parraguirre, 5 Matías Parraguirre, 6 Rafael Grimalt, 7 Cristopher Baeza, 8 Dusan Bader, 9 Dušan Bonačić, 11 Vicente Parraguirre, 14 Estebán Villarreal, 15 Sebastián Castillo, 16 Sebastian Díaz, 19 Matias Banda, CT: Daniel Nejamkin

### Terzo posto
Formazione: 1 Tayeb Korbosli, 2 Ahmed Kadhi, 3 Elyes Garfi, 6 Mohamed Miladi, 7 Ilyès Karamosli, 9 Mehdi Ben Cheikh, 10 Hamza Nagga, 11 Ismaïl Moalla, 12 Anouer Taouerghi, 15 Hichem Kaâbi, 16 Khaled Ben Slimene, 17 Chokri Jouini, 19 Mohamed Ayech, 20 Omar Agrebi, CT: Fethi Mkaouar

## Classifica finale
| Pos | Squadra | Qualificazione              |
| --- | ------- | --------------------------- |
|     | Messico | Giochi della XXXI Olimpiade |
|     | Cile    |                             |
|     | Tunisia |                             |
| 4   | Algeria |                             |